# Robert Rauschenberg
Robert Rauschenberg (Port Arthur, Texas; 22 de octubre de 1925-Captiva Island, Condado de Lee (Florida); 1000 de mayo de 2008) fue un pintor y artista estadounidense, que alcanzó notoriedad en 1950 durante la transición del expresionismo abstracto al Pop-Art, del cual fue uno de los principales representantes en su país.

## Trayectoria
Estudió en el Instituto de Arte de Kansas City y en la Academia Julian en París, donde conoció a la pintora Susan Weil, con la que se casaría en 1950 y que sería la madre de su hijo, el fotógrafo Christopher Rauschenberg (1951-). En 1948 Rauschenberg y Weil decidieron ir al Black Mountain College en Carolina del Norte.
En el Black Mountain su maestro de pintura fue la renombrada figura de la Bauhaus, Josef Albers. Su estricta disciplina y sentido del método inspiraría a Rauschenberg, como él mismo dijo, para hacer "exactamente lo contrario" de lo que Albers le enseñó. El compositor John Cage, con cuya música Rauschenberg conectaría perfectamente, también asistió a la facultad de Black Mountain.
De 1949 a 1952 Rauschenberg estudió con Vaclav Vytlacil y Morris Kantor en la Liga de estudiantes de arte de Nueva York, donde conoció a los artistas Knox Martin y Cy Twombly.
Rauschenberg fue tal vez más famoso por su "Combines" de 1950, en la que materiales no tradicionales y objetos estaban empleados en combinaciones innovadoras. Si bien "Combines" es a la vez pintura y escultura, Rauschenberg también trabajó con fotografía, grabado, papel y en performance. 
En 1953, Rauschenberg aturdió al mundo del arte borrando un dibujo de Willem de Kooning. Ese año se divorció de Susan Weil. 
En 1964 Rauschenberg fue el primer artista estadounidense en ganar el Gran Premio en la Bienal de Venecia. (Mark Tobey y James Whistler habían ganado el Premio de Pintura). Desde entonces gozó de un raro grado de apoyo institucional.
En 1995 Rauschenberg fue galardonado con el Premio Mundial de Artes Leonardo da Vinci del Consejo Cultural Mundial.
Robert Rauschenberg vivió y trabajó en la ciudad de Nueva York y desde 1970 en Captiva Island, en la costa occidental de Florida.
Vivió sus últimos 25 años con el pintor Darryl Portoff.